# Julio Arce
Julio Arce Mazuera – kolumbijski zapaśnik walczący w obu stylach. Zajął czwarte i szóste miejsce na igrzyskach panamerykańskich w 1979. Zdobył srebrny medal na igrzyskach Ameryki Środkowej i Karaibów w 1986. Mistrz i wicemistrz igrzysk boliwaryjskich w 1981 roku.